# Fama Diagne Sène
Fama Diagne Sène (Thiès, Senegal, 1969) és una poetessa i novel·lista senegalesa en francès.

## Biografia
Pertany a l'ètnia serer. Fou escolaritzada a Thiès i després marxà a França a llicenciar-se a l'Institut universitaire de formation des maîtres (IUFM) de Bonneuil. Després tornà a Thiès, on va ensenyar geografia, història i llengua francesa al liceu M'Bour. Ken Bugul la va incloure en la llista de "dones il·lustres" de la literatura senegalesa.
Apassionada per la literatura, el 1997 va guanyar el Grand Prix de la Présidence amb Chant des ténèbres. Aleshores es va dedicar a la causa de les biblioteques escolars, i va obtenir una borsa per formar-se com especialista en informació documental a l'Alta Escola de Gestió de Ginebra (Suïssa). Va tornar a Senegal el 2005 per formar nous bibliotecaris escolars. Va crear la cooperativa Le Voyage de l'amitié : des bibliothèques pour le Sénégal Arxivat 2012-06-26 a Wayback Machine. i una aliança d'empreses amb l'Alta Escola de Gestió de Ginebre. En 2007 fou nomenada directora de la Biblioteca central de la Universitat Alioune Diop de Bambey També és membre de l'Associació d'Escriptors Senegalesos.
La seva obra més controvertida fou Mbilem ou le baobab du lion (2010) on denuncia la tradició serer del festival religiós Mbilim, en la que alguns griots sereres s'enterraven en troncs de baobab que eren enterrats en una tomba piramidal amb presents dictats per la religió serer. L'enterrament en tombes i la momificació es donaven entre la noblesa serer, però alguns griots no eren enterrats així. En l'obra Fama critica aquesta tradició i es va acostar a la classe sacerdotal serer (els Saltigues). En 2011 va guanyar el Premi Tchicaya U Tam'si de Poesia Africana.

## Obres
- Le Chant des ténèbres, Dakar, Les Nouvelles Éditions Africaines du Sénégal, 1997 (rééd. 2003), 154 p. ISBN 2-7236-1109-4[8]
- Humanité, Éditions Maguilen et Éditions Damel, Dakar et Genève, 2003, 30 p.
- Les deux amies de Lamtoro. Conte pour enfants (illustr. de Samba Ndar Cissé), Léeboon-Lippoon, Falia Éditions Enfance et Edicef, 2003, 26 p.
- « Trois hivers à Genève », in Le Camp des Innocents : 15 nouvelles africaines, Éditions Lansman, Belgique, 2006, 223 p. ISBN 9782872825172
- La Momie d'Almamya, Dakar, Les Nouvelles Éditions Africaines du Sénégal, 2004, 264 p. ISBN 2723614891
- Barça ou Barsakh : les coulisses de la misère, Éditions Damelles du Sénégal, 2009, 61 p. ISBN 9782918662006
- MBilène ou le Baobab du lion, théâtre, NEAS, 2010